# Шенбрун им Штајгервалд
Шенбрун им Штајгервалд (њем. Schönbrunn im Steigerwald) општина је у њемачкој савезној држави Баварска. Једно је од 36 општинских средишта округа Бамберг. Према процјени из 2010. у општини је живјело 1.907 становника. Посједује регионалну шифру (AGS) 9471186.

## Географски и демографски подаци
Шенбрун им Штајгервалд се налази у савезној држави Баварска у округу Бамберг. Општина се налази на надморској висини од 280 метара. Површина општине износи 24,7 km². У самом мјесту је, према процјени из 2010. године, живјело 1.907 становника. Просјечна густина становништва износи 77 становника/km².